# Öjebyn

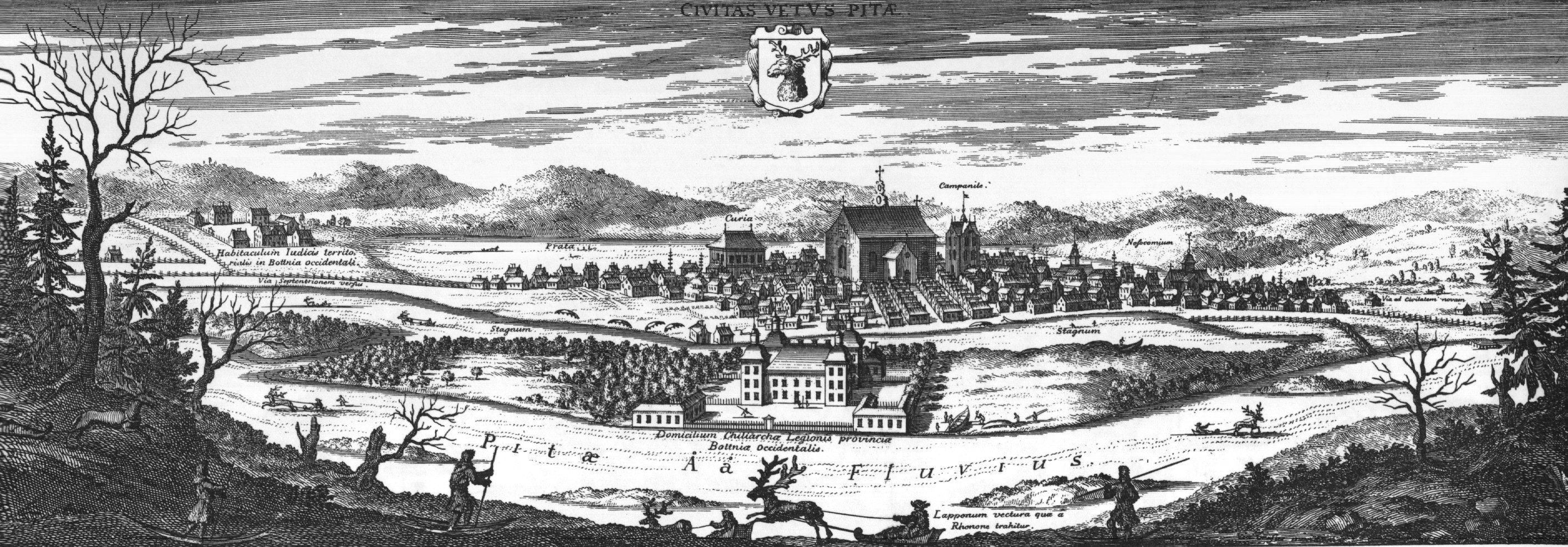
Öjebyn omkring 1700

Öjebyn är ett bostadsområde och en stadsdel i tätorten Piteå som tidigare utgjort en egen tätort. Öjebyn är också kyrkbyn i Piteå socken.

## Historia
Från Öjebyn bedrevs handel företogs med samerna i Pite lappmark. 1620 gjorde Olof Bure en stadsplan för Öjebyn/Piteå. Den första stadsbilden var triangulär med kyrkan i centrum. Piteå fick sina stadsrättigheter 1621. Efter en stor brand i juli 1666 flyttades stadskärnan söderut till nuvarande Piteå centrum

### Befolkningsutveckling
| Befolkningsutvecklingen i Öjebyn 1900–1990                                                                               | Befolkningsutvecklingen i Öjebyn 1900–1990 | Befolkningsutvecklingen i Öjebyn 1900–1990 | Befolkningsutvecklingen i Öjebyn 1900–1990 | Befolkningsutvecklingen i Öjebyn 1900–1990 |
| --- | ------------------------------------------ | ------------------------------------------ | ------------------------------------------ | ------------------------------------------ |
| |                                            |                                            |                                            |                                            |
| År |                                            |                                            | Folkmängd                                  | Areal (ha)                                 |
| 1900 | 1900                                       |                                            | 1 604                                      | †                                          |
| 1950 | 1950                                       |                                            | 1 016                                      | ##                                         |
| 1960 | 1960                                       |                                            | 1 544                                      | 240                                        |
| 1965 | 1965                                       |                                            | 2 027                                      | 281                                        |
| 1970 | 1970                                       |                                            | 3 398                                      |                                            |
| 1975 | 1975                                       |                                            | 4 014                                      |                                            |
| 1980 | 1980                                       |                                            | 4 032                                      |                                            |
| 1990 | 1990                                       |                                            | 4 008                                      |                                            |
| Anm.: Sammanvuxen med Piteå 1995. † Som köpingsliknande samhälle 1900. ## Som tätort/befolkningsagglomeration 1920–1950. |                                            |                                            |                                            |                                            |

## Bebyggelse
I Öjebyn finns en kyrkstad med trästugor och en stenkyrka, Öjeby kyrka, med en klockstapel byggd under den senare medeltiden.  Här finns såväl kommunal och kommersiell service. 
I Öjebyn finns världens enda paltzeria. Där serveras olika varianter av pitepalt, bygdens kulinariska specialitet. 

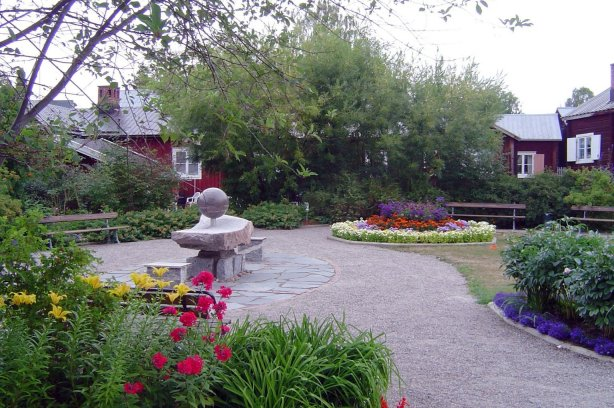
Solanderparken

Solanderparken ligger i Öjebyn och invigdes den 1 juli 2000 av landshövding Kari Marklund. Parken har anlagts och bekostats av Solanderföreningen för att hedra minnet av ortens son Daniel Solander, som föddes i Kaplansgården, som låg alldeles intill den plats där parken nu är uppförd. Parken ligger i kyrkstadsområdet i centrala Öjebyn.
Den cirka 2000 kvadratmeter stora parken är formgiven av landskapsarkitekten Irma Johansson-Öberg. I parken finns monumentet "Solanders stenar" uppfört. Monumentet består av ett vågformat stenblock (hämtat ur den lokala berggrunden) med en jordglob och symboliserar Solanders resor på världshaven. Monumentet är utformat av konstnären Sture Berglund i samarbete med stenhuggaren Sven-Erik Bryggman.

## Utbildning och forskning
Utöver grundskolor finns i Öjebyn Grans naturbruksgymnasium och Framnäs folkhögskola. Här ligger också SLU:s nordligaste försöksgård.

## Idrott
I Öjebyn finns en idrottsförening, ÖIF. ÖIF:s fotbollslag spelar i division 4 södra Norrbotten. Säsongen 2013 hamnade laget på tredje plats i serien.
ÖIF:s damlag vann serien i division 3 2019 och spelar nu 2020 i division 2. Norrbottens största innebandyförening, Öjebyns IBF, finns i Öjebyn med över 500 spelare.